# インドにおける性に関する問題
インドにおける性に関する問題（インドにおけるせいにかんするもんだい）については下記で述べる。

## 男女共同参画
世界経済フォーラムの「男女格差報告2013年」によれば、インドは対象国136か国中101位。アジアでは中華人民共和国が69位、日本が105位、大韓民国は111位で、日本同様にインドは下位圏であった。

## 婚姻・家庭に関わる問題
インドの特別婚姻法においては、男性は満21歳、女性は満18歳から結婚できるとしている。近親婚については、3親等以内の直系血族・姻族、および4親等以内の傍系血族との婚姻が禁止されている。また、インドの離婚率は低い事が知られている。
インドではお見合い結婚が主流である。インドでお見合い相手を探す代表的な手段は新聞広告であったが、最近は、インターネット上のお見合い相手探しサイトが大繁盛している。インド人の結婚相手選びの特徴は、カースト・学歴などの諸条件が、同等であることである。
近年、中流層中心に女児中絶や女児堕胎が急増している。性別が判明し次第、出産は男児のみにとどめ、女児の場合は中絶または堕胎するという夫婦が少からず存在するからである。

## 「名誉殺人」の問題
名誉殺人とは、女性の婚前・婚外交渉（強姦も含む）を女性本人のみならず「家族全員の名誉を汚す」ものと見なし、この行為を行った女性の父親や男兄弟が家族の名誉を守るために女性を殺害する風習のことである。
アムネスティ・インターナショナルは、名誉殺人が行われている国および地域として、バングラデシュ、トルコ、ヨルダン、パキスタン、ウガンダ、モロッコ、アフガニスタン、イエメン、レバノン、エジプト、ヨルダン川西岸、ガザ地区、イスラエル、インド、エクアドル、ブラジル、イタリア、スウェーデン、イギリスを挙げている。
名誉殺人は、主に中東のイスラーム文化圏を中心に行われているため、イスラーム教と関連した風習と見なされることが多い。しかし、実際にはイスラーム教とは無関係で、イスラーム教徒以外の間でも行われており、専ら地域の因習によるものであるとされる。
ヒンドゥー教の伝統において、異カーストでの結婚・性的関係を持つことは固く禁じられていたが、特に経済成長が著しいインドでは、近年異なるカーストの男女が恋愛関係になることが増えている。インドでは、異なるカーストで関係を持ったカップルを親族らが殺害する「名誉の殺人」が相次いでいる。社会学者プレム・チョードリーによれば、インドの名誉殺人の犠牲者数は、あくまでも推計であるが年間数百 - 千人で、近年は増加傾向にあるという。インド政府は、これまで罰則のなかった名誉殺人の「教唆」に罰則を設ける刑法改正案を準備中である。名誉殺人そのものにも厳罰を下せるよう法改正を検討している。
なお、カーストはヒンドゥーの教えを元にする区分であるが、インドに於いては、ヒンドゥー以外の宗教の信徒も、カーストを持つことがある。そのため、ヒンドゥー以外の信者の中でも、カーストにまつわる名誉殺人が起こることがある。
なお、名誉殺人の被害者の性別は圧倒的で男性である。

## 強姦の問題

### 強姦の厳罰化
強姦はインドにおいても凶悪犯罪であるが、年々増加傾向にある。インドでは、2012年に首都ニューデリーで起きた女学生の集団レイプ殺害事件がきっかけで性暴力に抗議するデモが相次ぎ、強姦事件の厳罰化につながった。
12億人の人口大国ゆえに強姦数が多いが、2008年から2012年の期間にわたって人口10万人あたりの強姦の発生件数は1.9件から2.0件であり、欧米やアフリカ諸国、中南米、東南アジアや大韓民国に比べは少ない。しかしながら、強姦事件の9割で被告が無罪・釈放になっているとの指摘もあり数字だけでは判断ができない現状がある。カースト別の強姦件数は解らないが、留保制度や指定カーストの虐待防止法などの優遇政策対象の指定カーストへの強姦件数は国家犯罪記録局によって記録されている。2010年の2万2172件のうち、指定カーストへの強姦は1374件である。

### ムンバイの病院で発生した強姦事件
1973年11月27日に、インド・ムンバイの病院で、病院に勤務する女性看護師が強姦の被害に遭った。看護師はその際意識を失い、以後40年近くに渡って意識を取り戻さないまま、2015年5月18日に死去した(参照)。犯人の男は7年間の服役の後釈放されている。

### 女性研究家のインドの強姦犯100人に対するインタビューの結果
都ニューデリー生まれのマドゥミタ・パンデイは、イギリスの大学院で犯罪学を専攻し、22歳だった2013年からインドの刑務所に通い、これまで100人以上の強姦犯とのインタビューを重ねた。ワシントン・ポストに掲載されたインタビューで、パンデイは「彼らは"モンスター"だと考えられているが、そうではない」と強姦犯について語っている。パンデイがインタビューした100人超の犯人のうち、高校を卒業したのは数えられるほどで、ほとんどが十分な教育を受けずにドロップアウトした人々だった。また、インドでは女性の地位が低すぎる問題も指摘している。多くの女性が夫のファーストネームを呼ぶことさえ許されないという。さらに、性教育が学校で行われず、家庭でも教えないということも大きな問題だという。インタビューをした犯人のほとんどが、言い訳をするか、自身の行動を正当化し、レイプがあったこと自体を否定した。カンバセーションでは、物乞いの5歳の女の子をレイプした罪で服役中の49歳の男は「彼女は処女ではないので誰とも結婚できない。出所したら彼女と結婚するつもりだ」と語ったという衝撃的な体験も書かれている。

## インドのフェミニズム運動
インドのフェミニズム運動は独立前から盛んであった。インド政府は、労働環境の中の女性と子供の問題を解決するための、政策と法律の策定に着手した。労働省内の特別チームが、女性の労働条件・賃金・技能の向上を目指している。均等報酬法に基づき、政府委員会が女性の雇用について中央政府に助言を行っている。また人的資源開発省の女性児童開発局が出来たり、女性の経済的自立を応援し、また、国際的なNGOと組み女性団体が様々な権利を勝ち取っている。
これに対してインド男性の権利運動のSave Indian Familyが逆差別だと運動をしている。